# Franco Cervi
Franco Emanuel Cervi (San Lorenzo, 26 de maio de 1994) é um futebolista argentino que joga como meia. Atualmente, joga pelo Celta de Vigo.

## Carreira
Cervi chegou nas categorias de base do  Rosario Central com apenas 6 anos de idade, 7 de maio de 2001. Estreou profissionalmente em 9 de novembro de 2014, na derrota por 1 a 0 para o Estudiantes de La Plata. Em Setembro de 2015 assinou um contrato valido por seis temporadas com o Sport Lisboa e Benfica.
Na sua estreia pelo Sport Lisboa e Benfica, na Supertaça Cândido de Oliveira, marcou um gol e conquistou o título.

## Estatísticas
Atualizado até 24 de outubro de 2016
Atualizado até 18 de Fevereiro de 2018[carece de fontes?]

### Clubes
| Clube             | Temporada         | Campeonato nacional | Campeonato nacional | Campeonato nacional | Taça Nacional | Taça Nacional | Taça Nacional | Competições continentais | Competições continentais | Competições continentais | Supertaça | Supertaça | Supertaça | Liga dos Campeões | Liga dos Campeões | Liga dos Campeões | Taça da Liga | Taça da Liga | Taça da Liga | Total | Total | Total   |
| Clube             | Temporada         | Jogos               | Golos               | Assist.             | Jogos         | Golos         | Assist.       | Jogos                    | Golos                    | Assist.                  | Jogos     | Golos     | Assist.   | Jogos             | Golos             | Assist.           | Jogos        | Golos        | Assist.      | Jogos | Gols  | Assist. |
| ----------------- | ----------------- | ------------------- | ------------------- | ------------------- | ------------- | ------------- | ------------- | ------------------------ | ------------------------ | ------------------------ | --------- | --------- | --------- | ----------------- | ----------------- | ----------------- | ------------ | ------------ | ------------ | ----- | ----- | ------- |
| Rosario Central   | 2014–15           | 30                  | 5                   | 6                   | 4             | 0             | 0             | —                        | —                        | —                        | —         | —         | —         | —                 | —                 | —                 | —            | —            | —            | 34    | 5     | 6       |
| Rosario Central   | 2016              | 12                  | 0                   | 1                   | —             | —             | —             | 10                       | 2                        | 4                        | —         | —         | —         | —                 | —                 | —                 | —            | —            | —            | 22    | 2     | 5       |
| Rosario Central   | Total             | 42                  | 5                   | 7                   | 4             | 0             | 0             | 10                       | 2                        | 4                        | —         | —         | —         | —                 | —                 | —                 | —            | —            | —            | 56    | 7     | 11      |
| Benfica           | 2016–17           | 26                  | 2                   | 0                   | 6             | 1             |               | —                        | —                        | —                        | 1         | 1         | 0         | 7                 | 2                 |                   | 1            | 1            |              | 41    | 7     |         |
| Benfica           | 2017-18           | 20                  | 3                   |                     | 2             | 1             |               | —                        | —                        | —                        | 1         | 0         |           | 3                 | 0                 |                   | 0            | 0            | 0            | 26    | 4     |         |
| Benfica           | Total             | 46                  | 5                   |                     | 8             | 2             |               | —                        | —                        | —                        | 2         | 1         |           | 10                | 2                 |                   | 1            | 1            |              | 67    | 11    |         |
| Total na carreira | Total na carreira | 88                  | 10                  | 7                   | 12            | 2             | 0             | 10                       | 2                        | 4                        | 1         | 1         | 0         | 10                | 2                 |                   | 1            | 1            |              | 123   | 18    | 11      |

## Títulos
Benfica
- Supertaça Cândido de Oliveira: 2016,  2017
- Liga Portuguesa: 2016-17, 2018–19
- Taça de Portugal: 2016-17